# Walter Davis Jr.
Walter Davis Jr. (Richmond, 2 settembre 1932 – New York, 2 giugno 1990) è stato un pianista statunitense.

## Biografia
Davis si esibiva da adolescente con Babs Gonzales. Negli anni 1950, Davis ha registrato con Melba Liston, Max Roach e suonato con Roach, Charlie Parker e Dizzy Gillespie. Nel 1958 ha suonato con il trombettista Donald Byrd al Le Chat Qui Pêche a Parigi, e poco dopo ha realizzato il suo sogno di diventare un pianista e compositore-arrangiatore per i Jazz Messengers di Art Blakey.
Dopo essersi ritirato dalla musica negli anni 1960 per lavorare come sarto, pittore e disegnatore, ha fatto ritorno negli anni 1970 per esibirsi con Sonny Rollins e di nuovo con i Jazz Messengers. Ha registrato con molti altri illustri jazzisti, tra cui Kenny Clarke, Sonny Criss, Jackie McLean, Pierre Michelot e Archie Shepp.
Davis era conosciuto come interprete della musica di Bud Powell,, ma ha anche registrato un album che racchiudeva lo stile di composizione e di esecuzione al pianoforte di Thelonious Monk. Anche se poche delle registrazioni di Davis come pianista rimangono in stampa, diverse delle sue composizioni sono servite come titoli per gli album dei Jazz Messengers di Blakey. Combinando delle armonie tradizionali con di modelli modali e presentando diversi shift con motivi melodici interni all'interno di ampie melodie operistiche e simili alle arie, le composizioni di Davis includevano "Scorpio Rising", "Backgammon", "Uranus", "Gypsy Folk Tales", "Jodi" e "Ronnie Is a Dynamite Lady".
Davis ha avuto un ruolo occasionale come pianista nella commedia televisiva della CBS Frank's Place. Ha contribuito anche alla colonna sonora del film di Clint Eastwood Bird.
Davis è morto a New York il 2 giugno 1990 a causa di complicazioni di una malattia a fegato e reni.

## Discografia

### Da solista
- Davis Cup (Blue Note, 1959)
- Night Song (Denon, 1979)
- Blues Walk (1979)
- Uranus (Palcoscenico, 1979)
- 400 Years Ago Tomorrow (1979)
- Live au Dreher (1981)
- In Walked Thelonious (Mapleshade, 1987)
- Illumination (Denon, 1989)
- Jazznost: Moscow-Washington Jazz Summit (1990)
- Scorpio Rising (SteepleChase, 1994)

### Da turnista
Con Art Blakey
- Africaine (Blue Note, 1959)
- Paris Jam Session (Fontana, 1961)
- Roots & Herbs (Blue Note, 1961)
- Gypsy Folk Tales (Roulette, 1977)

Con Donald Byrd
- Byrd in Hand (Blue Note, 1959)

Con Sonny Criss
- This is Criss! (Prestige, 1966)
- Portrait of Sonny Criss (Prestige, 1967)

Con Walt Dickerson
- Walt Dickerson Plays Unity (Audio Fidelity, 1964)

Con Teddy Edwards
- Nothin' But the Truth! (Prestige, 1966)

Con Dizzy Gillespie
- World Statesman (Norgran, 1956)
- Dizzy in Greece (Verve, 1957)

Con Slide Hampton
- Explosion! The Sound of Slide Hampton (Atlantic, 1962)

Con Philly Joe Jones
- Philly Joe's Beat (Atlantic, 1960)

Con Jackie McLean
- New Soil (Blue Note, 1959)
- Capuchin Swing (Blue Note, 1960)
- Let Freedom Ring (Blue Note, 1962)

Con Hank Mobley
- Newark 1953 (Uptown, 1953)

Con Max Roach
- The Max Roach Quartet featuring Hank Mobley (Debut, 1954)

Con Julian Priester
- Spiritsville (Jazzland, 1960)

Con Sonny Rollins
- Horn Culture (Milestone, 1973)

Con Art Taylor
- Taylor's Tenors (Prestige, 1959)